# Triclistus niger
Triclistus niger är en stekelart som först beskrevs av Bridgman 1883.  Triclistus niger ingår i släktet Triclistus och familjen brokparasitsteklar. Arten är reproducerande i Sverige. Inga underarter finns listade i Catalogue of Life.